# Isola Kohl
Kohl è un piccolo isolotto che fa parte delle isole Near, un gruppo delle Aleutine occidentali e appartiene all'Alaska (USA). Si trova sulla costa meridionale di Agattu, 4 km ad ovest di capo Sabak.
L'isola porta il nome di uno dei soci della "Hutchinson, Kohl & Co." di San Francisco che rilevò i beni e i bastimenti della Compagnia russo-americana nel 1867.